# Паньякко
Паньякко (італ. Pagnacco, вен. Pagnaco) — муніципалітет в Італії, у регіоні Фріулі-Венеція-Джулія, провінція Удіне.
Паньякко розташоване на відстані близько 480 км на північ від Рима, 75 км на північний захід від Трієста, 7 км на північний захід від Удіне.
Населення — 5051 особа (2014).
Щорічний фестиваль відбувається 23 квітня. Покровитель — святий Юрій.

## Демографія
Населення за роками:

Станом на 1 січня 2023 року в муніципалітеті офіційно проживали 173 іноземці з 40 країн, серед них 64 громадяни країн Євросоюзу та 10 громадян України.

## Сусідні муніципалітети
- Коллоредо-ді-Монте-Альбано
- Мартіньякко
- Моруццо
- Таваньякко
- Тричезімо